# Czerkieski Obwód Autonomiczny
Czerkieski Obwód Autonomiczny, Czerkieski OA (ros. Черкесская автономная область; kabard. Черкес автономнэ область; nog. Шеркеш мухтар уьлкеси) – obwód autonomiczny w Związku Radzieckim, istniejący w latach 1928-1957, wchodzący w skład Rosyjskiej FSRR.
Czerkieski OA został utworzony 30 kwietnia 1928 r. poprzez przekształcenie (połączone z podniesieniem statusu i poszerzeniem autonomii) istniejącego od 1926 r. Czerkieskiego Okręgu Narodowego. Tworzenie autonomicznych jednostek terytorialnych dla mniejszości narodowych było częścią polityki tzw. korienizacji, tj. przyznawania autonomii mniejszościom narodowym zamieszkującym obszary dawnego imperium, poprzednio dyskryminowanym i rusyfikowanym przez carat.
W 1957 r. Obwód został zlikwidowany. Wówczas pozwolono na powrót do ojczyzny deportowanym w ramach stalinowskich represji Karaczajom i do istniejącego Czerkieskiego OA dołączono tereny zlikwidowanego w 1943 r. Karaczajskiego OA, tworząc Karaczajo-Czerkieski OA.
 Informacje nt. położenia, gospodarki, historii, ludności itd. Karaczajo-Czerkieskiego Obwodu Autonomicznego znajdują się w: artykule poświęconym Republice Karaczajo-Czerkiesji, jak obecnie nazywa się rosyjska jednostka polityczno-administracyjna, będąca prawną kontynuacją Obwodu.